# Туйчиев, Муроджон
Муроджон Туйчиев (род. 17 апреля 1982) — таджикский борец греко-римского стиля, призёр чемпионатов Азии.

## Биография
Родился 17 апреля 1982 года в Истаравшане, в селе Яккабаг. В 2007 году стал бронзовым призёром чемпионата Азии. В 2009 году принял участие в чемпионате мира, но занял лишь 16-е место. В 2010 году завоевал бронзовую медаль Азиатских игр и стал бронзовым призёром чемпионата Азии, но на чемпионате мира был лишь 18-м. В 2011 году опять занял 18-е место на чемпионате мира. В 2012 году стал бронзовым призёром чемпионата Азии. На чемпионате мира 2013 года занял 22-е место.